# عمر ساكو
موسيس أوركوما(مواليد 4 مايو 1996 في نيجيريا) هو لاعب كرة قدم افواري محترف، لعب سابقاً مع نادي الخريطيات .

## روابط خارجية
- عمر ساكو على موقع قاعدة بيانات كرة القدم.إي يو (الإنجليزية)
- عمر ساكو على موقع ناشيونال فوتبول تيمز (الإنجليزية)
- عمر ساكو على موقع Soccerway.com (الإنجليزية)
- عمر ساكو على موقع عالم كرة القدم.نت (الإنجليزية)